# Vacanze di Natale '95
Pour plus de détails, voir Fiche technique et Distribution.
Vacanze di Natale '95 est un ciné-panettone italien réalisé par Neri Parenti et sorti en 1995.
Le film fait suite à Vacanze di Natale '90 et Vacanze di Natale '91 d'Enrico Oldoini.

## Synopsis
Remo Proietti et Lorenzo Colombo sont deux Italiens qui passent les vacances de Noël à Aspen, dans le Colorado (États-Unis). Kelly, la femme de Remo, a quitté son mari à cause de ses habitudes de jeu, mais ce dernier, qui s'est déclaré follement amoureux d'elle, renonce à un voyage avec des amis pour tenter de se réconcilier avec sa femme en Amérique. Lorenzo, qui est séparé, s'est rendu à Aspen pour tenter de réaliser le rêve de sa fille adolescente Marta (rebelle et avec laquelle il entretient une relation conflictuelle), à savoir rencontrer Luke Perry, le Dylan de la série Beverly Hills 90210.
Remo et Lorenzo se rencontrent alors qu'ils échangent accidentellement les valises de sa femme et de sa fille, mais leur voyage sera émaillé de diverses mésaventures. Le premier rencontre un vieil ami, « Paolone », qui, après l'avoir convaincu de jouer au poker et l'avoir battu, lui propose de coucher avec sa femme Kelly pour annuler sa dette. Le second, après avoir réussi à faire la connaissance de Luke Perry pour rendre sa fille heureuse, connaît diverses mésaventures avec une méchante jeune femme, finit par se retrouver en prison pour outrage public à la pudeur, puis réussit à s'en sortir.
Remo refuse la « proposition indécente » de son ami, mais lorsqu'il découvre que sa femme a une sœur jumelle (Michelle) qui est strip-teaseuse, il propose à cette dernière d'accompagner Paolone en se faisant passer pour Kelly, afin d'éponger sa dette de jeu. La sœur accepte, mais le jour du rendez-vous, elle est arrêtée pour attentat à la pudeur. Ce sera alors la femme de Remo qui découvrira tout et remboursera la dette de son mari en lui faisant croire qu'elle a couché avec Paolone, en payant en réalité avec l'un des gains de loterie de Remo, tandis que Lorenzo parvient enfin à présenter Luke à Marta avec qui il commence à avoir de bonnes relations. Les vacances se terminent donc et tout le monde rentre en Italie.
Six mois plus tard, les personnages partent pour de nouvelles vacances en Amérique : Kelly, de nouveau en colère contre Remo pour d'autres paris, lui pardonne à nouveau tandis que Lorenzo accompagne Marta, devenue groupie de Brad Pitt, pour faire ses études ; Lorenzo et Remo s'y rencontrent et, constatant que rien n'a changé, ils abandonnent femme et fille pour partir ensemble en vacances au Brésil.

## Fiche technique
- Titre original italien : Vacanze di Natale '95[1],[2]
- Réalisateur : Neri Parenti
- Scénario : Neri Parenti, Carlo Vanzina, Enrico Vanzina
- Photographie : Gianlorenzo Battaglia
- Montage : Sergio Montanari
- Musique : Manuel De Sica
- Décors : Maria Stilde Ambruzzi (it)
- Production : Aurelio De Laurentiis, Maurizio Amati (it)
- Société de production : Filmauro (it)
- Pays de production :  Italie
- Langue originale : italien
- Format : Couleurs
- Durée : 96 minutes
- Genre : Comédie, Ciné-panettone
- Dates de sortie :
  - Italie : 14 décembre 1995

## Distribution
- Massimo Boldi : Lorenzo Colombo
- Christian De Sica : Remo Proietti
- Luke Perry : lui-même
- Elizabeth Nottoli : Kelly ; Michelle
- Claire Farwell : Jane
- Cristiana Capotondi : Marta Colombo
- Paolo Bonacelli : Paolo, dit « Paolone »
- Howard Ross : Bob
- Maurizio Mattioli : Cesare, ami de Remo
- Angelo Bernabucci : Giulio, l'ami de Remo
- Paolo Conticini : Fabio, ami de Remo
- Sandro Ghiani : serveur
- Angelo Pellegrino : le voisin de Remo

## Accueil public
Le film a été le deuxième film italien le plus populaire en Italie pour l'année, derrière Viaggi di nozze, avec une recette de 10,9 milliards de lires. 